# Albert Wiczonke
Albert Wiczonke (* 19. Juli 1910; † unbekannt) war ein deutscher SA-Führer, zuletzt im Rang eines SA-Brigadeführers.

## Leben und Wirken
Während des Zweiten Weltkriegs amtierte Wiczonke als Adjutant des letzten Stabschefs der SA Wilhelm Schepmann. In dieser Stellung wurde er am 20. April 1944 zum SA-Brigadeführer befördert, dem dritthöchsten Rang im Ranggefüge der SA.
Nach dem Zweiten Weltkrieg wurde Wiczonke mit drei weiteren ehemaligen SA-Funktionären wegen des Versuchs des Aufbaus einer nationalsozialistischen Untergrundorganisation mit dem Namen Deutsche Friedens- und Freiheitsbewegung vor einem US-amerikanischen Militärgericht angeklagt und zu 18 Jahren Zuchthaus verurteilt. Ziel dieser Organisation war es, im Falle des sich abzeichnenden Kalten Krieges zwischen dem Westen und dem Ostblock die Macht in Deutschland zu übernehmen. Ihr Programm basierte auf dem 25-Punkte-Programm der NSDAP. Wiczonke und seine Genossen waren aufgeflogen, nachdem die Gründungsakte ihrer Organisation bei einer Hausdurchsuchung gefunden worden war.